# Catrina Tala
Catrina Tala Mohanna (1981, Santiago de Chile, Chile) también conocida por sus colegas y amigos cariñosamente como La Turca, es una Productora, Directora, y creadora de contenidos para televisión y  teatro, chilena-peruana radicada actualmente en Ecuador.  Trabajó en Ecuavisa como Directora del programa En Contacto, y creó y produjo ¡Así pasa!, la primera temporada de "3 Familias", así como Cuatro Cuartos y Maleteados.; y fue Gerente de Producciones externas para TC Televisión.  
Fue presentadora del programa Panorama de Ecuavisa, y es desde el 2016 la Directora y Presentadora del programa de entrevistas Turcafe, emitido actualmente por TC Televisión. 
Fundó en el 2018 junto a otros dos socios la actualmente exitosa RompeKbezas Producciones, casa creadora de contenidos para TV y Teatro, así como para marcas personales e institucionales, a través de la cual también representa a los talentos de mayor reconocimiento en Ecuador.

## Biografía

### Primeros años
Catrina Tala Mohanna nació en Santiago de Chile, Chile, en 1981. Estudió periodismo en la Universidad de Lima, en Perú, donde fue compañera de la hija de Gisela Valcárcel, una de las conductoras de televisión más importantes de Perú, misma que le dio trabajo ya que pasó una crisis económica por lo cual su padre no podía seguir pagando sus estudios. Fue así como trabajó desde la temprana edad de 17 años como asistente del chofer de Gisela en Panamericana Televisión, con el paso del tiempo llegó a ser asistente de producción, luego productora, productora ejecutiva y productora general.
Conoció a Jorge Torbay, su esposo, con quien se casó y vivió en Ecuador a los 23 años de edad. Catrina tuvo complicaciones para tener hijos, llegando a tener cinco pérdidas, de las cuales un embarazo de 5 meses fue de gemelos. Logró ser madre a los 27 años de una niña llamada Ellie, y casi tres años después de Nabil. Un año después del nacimiento de su último hijo, se divorció de su esposo Jorge. Luego del divorcio, Catrina dedicó mucho esfuerzo al trabajo y se le abrieron muchas puertas en el país, donde hizo grandes amistades como Tania Tinoco, Geoconda Juez, Erika Segale, María Gracia Abad y José Alejandro Adum, a quienes considera sus amigos más íntimos.

### Carrera
Catrina ingresó a trabajar para Ecuavisa a los 24 años de edad, donde fue bautizada con el apodo de La Turca, y dos años después llegó a ser directora del programa de variedades En Contacto, conducido por Úrsula Strenge, María Teresa Guerrero, Diego Spotorno, Efraín Ruales y Michela Pincay. Entre 2006 y 2015 conndujo el programa Panorama Internacional, junto a Alfredo Pinoargote. En 2013 le propusieron realizar una serie a lo que Catrina de inmediato aceptó y formó un equipo junto a Marcos Espín y dirigió la primera y segunda temporada de la serie cómica ¡Así pasa! protagonizada por Efraín Ruales, Carolina Piechestein, Claudia Camposano y Christian Maquilón. En 2014 junto a Marcos Espín, dirigió la primera temporada de la serie cómica de 3 familias, protagonizada por Martín Calle, Cecilia Cascante, Diego Spotorno, Marcela Ruete, Érika Vélez y Christian Maquilón. Luego junto a Espín dirigió las obras de teatro Macho que se respeta 1, 2 y Mujer que se respeta.
En agosto de 2015, luego de renunciar a Ecuavisa después de 9 años de trabajo en el canal, es contratada para el cargo de Gerente Nacional de Producción Independiente de TC Televisión. En 2017 dirigió junto a Ruth Coello, Cuatro Cuartos, protagonizado por Álex Vizuete, David Reinoso, Víctor Aráuz, entre otros. En 2018 dirigió Maleteados, protagonizado por Christian Maquilón, Bárbara Fernández, Joselyn Gallardo, Alejandro Fajardo, entre otros.

### Internet
Catrina tiene un blog al que se dedica a modo de des-estrés, donde lo que publica lo escribe después que sus hijos estén dormidos, luego de enviarle el escrito a su editor Emilio Carrión para que haga alguna corrección o a Tania Tinoco para que revise, y si se trata de algún tema legal consulta con María Josefa Coronel o Silvia Buendía. Además tiene un programa de entrevistas en YouTube llamado Turcafé.

## Trayectoria

### Directora
- Casi cuarentonas (2021) telenovela
- Juntos y revueltos (2021) serie de televisión
- Feik nius (2020-2021) programa de variedades
- Maleteados (2018) serie de televisión
- Cuatro Cuartos (2017-2018) telenovela
- 3 familias (2014) serie de televisión
- ¡Así pasa! (2013) serie de televisión
- En contacto (2006-2015) programa de variedades

### Programas
- Panorama Internacional (2006-2015) Conductora
- Turcafé (2016-Actualidad) Conductora